# Lijst van astronomen
Dit is een lijst van astronomen en personen die actief zijn (of waren) in de sterrenkunde of astronomie. Deze alfabetische lijst is onvolledig, en vraagt dan ook om regelmatig aangevuld te worden. Een bijkomende beknopte beschrijving van de specifieke activiteit van betreffende astronoom of astronome is wenselijk.

## A
- Marc Aaronson (1950 - 1987), Amerikaans
- Sverre Johannes Aarseth (1934 - 2024), Noors/ Engels
- Cleveland Abbe (1838 - 1916), Amerikaans
- Charles Greeley Abbot (1872 - 1973), Amerikaans
- George Ogden Abell (1927 - 1983), Amerikaans
- Antonio Abetti (1846 - 1928), Italiaans natuur- en sterrenkundige, observeerde een Venusovergang, onderzocht banen van planetoïden
- Giorgio Abetti (1882 - 1982), Italiaans
- Helmut Abt (1925 - 2024), Amerikaans, de ster HD 98088 (ADS 8115 in Crater) kreeg dankzij hem de naam Abt's ster
- Abul Wafa (940 - 997), Perzisch wis- en sterrenkundige, ontwikkelde een kwadrantmethode om de beweging van de sterren te meten en onderzocht de baan van de Maan
- Charles Hitchcock Adams (1868 - 1951), Amerikaans
- John Couch Adams (1819 - 1892), Brits
- Walter Adams (1876 - 1956), Amerikaans astronoom, ontwikkelde de spectroscopische methode om de afstand tot sterren te meten
- Saul Adelman (1944 - ), Amerikaans
- Conny Aerts (1966), Belgisch
- Jabir ibn Aflah (1100 - 1150), Arabisch
- Agrippa (rond 92 n.Chr.), Grieks
- Paul Oswald Ahnert (1897 - 1989), Duits
- Eva Ahnert-Rohlfs (1912 - 1954), Duits
- George Biddell Airy (1801 - 1892), Brits astronoom en geodeet, onderzocht de verhouding tussen de omlooptijden van Venus en de Aarde
- Robert Grant Aitken (1864 - 1951), Amerikaans
- Gale Bruno van Albada (1911 - 1972), Nederlands
- Albategnius of Al Battani (850 - 929), Arabisch
- Abd Al-Rahman Al Sufi (903 - 986), Perzisch
- Vladimir Aleksandrovitsj Albitski (1891 - 1952), Russisch
- Mohammed ibn Jābir al-Harrānī al-Battānī (853 - 929), Arabisch
- Ja'far ibn Muhammad Abu Ma'shar al-Balkhi (787 - 886), Perzisch
- Mohammed ibn Moesa Chwarizmi (rond 785 - rond 843), Perzisch
- George Alcock (1913 - 2000), Brits
- Harold Alden (1890 - 1964), Amerikaans
- Bruno Sampaio Alessi, waarnemer van asterisms (telescopisch waarneembare "mini-sterrenbeeldjes")
- Hannes Alfvén (1908 - 1995), Zweeds
- James Van Allen (1914 - 2006), Amerikaans
- Lawrence H. Aller (1913 - 2003), Amerikaans
- Ralph Alpher (1921 - 2007), Amerikaans
- Dinsmore Alter (1888 - 1968), Amerikaans
- Viktor Amazaspovich Ambartsumian (1912 - 1996), Armeens
- John August Anderson (1876 - 1959), Amerikaans
- Leif Erland Andersson (1944 - 1979), Zweeds
- A. David Andrews (1933 - ), Iers onderzoeker van Flare Stars, zoals Andrews' Ster in Auriga
- Cees Andriesse (1939 - ), Nederlands
- Andronicus van Cyrrhus, (rond 100 v.Chr.), Grieks
- Anders Jonas Ångström (1814 - 1874), Zweeds natuurkundige, pionier in de spectroscopie, onderzocht onder andere het spectrum van de Zon
- Anthelme Voituret (père Anthelme / don Anthelme) (1618 - 1683), Frans, waarnemer van Nova 1670 Vulpeculae (ook bekend als Anthelm's Nova, of Anthelm's ster)
- Eugène Michel Antoniadi (1870 - 1944), Grieks-Frans
- Petrus Apianus (1495 - 1557), Duits
- François Arago (1786 - 1853), Frans natuurkundige, astronoom en politicus, populariseerde de astronomie met zijn openbare colleges
- Alice Archenhold (1874-1943), Duits
- Sylvain Arend (1902 - 1992), Belgisch
- Friedrich Wilhelm Argelander (1799 - 1875), Duits
- Aristarchus (ca. 310 - ca. 230 v.Chr.), Klassiek Grieks astronoom, probeerde de relatieve afstanden tussen de Aarde, de Zon en de Maan te meten
- Christoph Arnold (1650 - 1695), Duits
- Heinrich Louis d'Arrest (1822 - 1875), Duits/Deens
- Svante Arrhenius (1859 - 1927), Zweeds scheikundige, verklaarde het ontstaan van het zonnestelsel door botsingen tussen sterren
- Aryabhata (476 - 550), Indiaas wis- en sterrenkundige, berekende de omtrek van de Aarde en banen van de planeten, wist dat maanlicht gereflecteerd zonlicht is
- Arzachel (1028 - 1087), Moors
- Asada Goryu (1734 - 1799), Japans
- Giuseppe Asclepi (1706 - 1776), Italiaans
- Joseph Ashbrook (1918 - 1980), Amerikaans
- Arthur Auwers(1838 - 1915), Duits
- Adrien Auzout (1622 - 1691), Frans
- Ian Axford (1933 - 2010), Nieuw-Zeelands

## B
- Walter Baade (1893 - 1960), Duits, bepaalde de afstand tot de Andromedanevel, ontdekte verschillende planetoïden
- Harold Babcock (1882 - 1968), Amerikaans
- Horace Babcock (1912 - 2003), Amerikaans
- Oskar Backlund (1846 - 1916), Zweeds
- John Bahcall (1934 - 2005), Amerikaans astrofysicus
- Benjamin Baillaud (1848 - 1934), Frans
- Jules Baillaud (1876 - 1960), Frans
- René Baillaud (1885 - 1977), Frans
- Jean Sylvain Bailly (1736 - 1793), Frans
- Francis Baily (1774 - 1844), Brits
- John Bainbridge (1582 - 1643), Brits
- Paul Achille-Ariel Baize (1901 - 1995), Frans
- Hendricus Gerardus van de Sande Bakhuyzen (1838 - 1923), Nederlands
- John E. Baldwin (1934 - ), Amerikaans
- Sallie Baliunas (1953 - ), Amerikaans
- Zoltán Balog (1972 - ), Hongaars-Amerikaans
- Ibn al-Banna (1256 - 1321), Marokkaans
- Benjamin Banneker (1731 - 1806), Amerikaans
- Pietro Baracchi (1851 - 1926), Australisch
- Edward Emerson Barnard (1857 - 1923), Amerikaans kometenjager, ontdekte ook de gasemmissies bij novae en de nabijheid van de Ster van Barnard, samensteller van de Barnard catalogus (donkere wolken in de melkweg)
- Jakob Bartsch (1600 - 1633), Duits
- Johannes Bayer (1572 - 1625), Duits, publiceerde de eerste moderne sterrenkaart
- Eric E. Becklin (1940 - ), Amerikaans astrofysicus, bekend van het Becklin-Neugebauer objekt in Orion
- Antonín Bečvář (1901 - 1965), Slowaaks (zie ook: Becvar)
- Wilhelm Beer (1797 - 1850), Duits
- Sergei Beljavski (1883 - 1953), Russisch
- George van den Bergh (1890-1966), Nederlands
- Sidney van den Bergh (astronoom) (1929 - ), Canadees
- Jocelyn Bell Burnell (1943 - ), Iers
- Charles L. Bennett (1956 - ), Amerikaans
- Friedrich Wilhelm Bessel (1784 - 1846), Duits astronoom en wiskundige, de eerste die erin slaagde de afstand tot een ster te berekenen
- Hans Bethe (1906 - 2005), Duits-Amerikaans natuurkundige, bekend om zijn ontwikkeling van de theorie van stellaire nucleosynthese
- Bhāskara II (1114 - 1185), Indiaas
- Wolf Bickel, (1942 - ), Duits
- William P. "Billy" Bidelman (1918 - 2011), Amerikaans onderzoeker van de spectra van sterren
- Wilhelm von Biela (1782 - 1856), Oostenrijks
- Ludwig Biermann (1907 - 1986), Duits
- George Van Biesbroeck (1880 - 1974), Belgisch, Amerikaans
- Guillaume Bigourdan (1851 - 1932), Frans
- Willem Bijleveld (1952 - ), Nederlands
- Jan van der Bilt (1876 - 1962), Nederlands
- Al-Biruni (973 - 1048), Perzisch
- Adriaan Blaauw (1914 - 2010), Nederlands
- Victor Manuel Blanco (1918 - 2011), Puertoricaans, ontdekker van een open sterrenhoop in Sculptor die dankzij hem de aanduiding Blanco 1 kreeg
- Nathaniel Bliss (1700 - 1764), Brits
- Johann Elert Bode (1747 - 1826), Duits, mede-bedenker van de wet van Titius-Bode, deed onderzoek naar de baan van Uranus
- Gerard Bodifée (1946 - ), Belgisch
- Johann Gottlieb Friedrich von Bohnenberger (1765 - 1831), Duits
- Alfred Bohrmann (1904 - 2000), Duits
- Bart Jan Bok (1906 - 1983), Nederlands-Amerikaans, deed onderzoek naar H-II-gebieden waar nieuwe sterren vormen, voerde campagne tegen astrologisch bijgeloof
- Charles Thomas Bolton (1943 - ), Amerikaans
- John Gatenby Bolton (1922 - 1993), Engels-Australisch
- George Phillips Bond (1828 - 1965), Amerikaans
- William Cranch Bond (1789 - 1859), Amerikaans
- Alphonse Borrelly (1842 - 1926), Frans
- Willem Hendrik van den Bos (1896 - 1974), Nederlands-Zuid-Afrikaans
- Ruđer Josip Bošković (1711 - 1787), Dalmatisch
- Lewis Boss (1846 - 1912), Amerikaans
- Alexis Bouvard (1767 - 1843), Frans, ontdekte verschillende kometen en berekende de banen van Jupiter, Saturnus en Uranus, uit afwijkingen in de beweging van Uranus leidde hij het bestaan van een achtste planeet af
- Richard Bouwens (1972 - ), Amerikaans
- Edward L. G. Bowell (1943 - ), Amerikaans
- Ira Bowen (1898 - 1973), Amerikaans
- Louis Boyer (1901 - 1999), Frans
- Ronald N. Bracewell (1921 - 2007), Australisch-Amerikaans
- James Bradley (1693 - 1762), Engels
- Tycho Brahe (1546 - 1601), Deens, observeerde de bewegingen van de planeten nauwkeurig, tegenstander van het heliocentrisme van Nicolaus Copernicus
- Brahmadeva (1060 - 1130), Indiaas
- Brahmagupta (598 - 668), Indiaas
- Branchett (? - ?), ?, vermeld op bladzijde xlv van Sky Catalogue 2000.0 (Glossary of Selected Astronomical Names)(Branchett's Objekt/Nova in Scutum)
- John Brashear (1840 - 1920), Amerikaans
- Dalmero Francis Brocchi (1871 - 1955), lid AAVSO (American Association of Variable Star Observers), alsook kaartenmaker (van o.a. het asterism Collinder 399 in Vulpecula, ook wel bekend als de "kleerhanger" of Brocchi's groep)
- Dirk Brouwer (1902 - 1966), Nederlands-Amerikaans
- William Robert Brooks (1844 - 1922), Amerikaans
- Theodor Brorsen (1819 - 1895), Deens
- Dirk Brouwer (1902 - 1966), Nederlands-Amerikaans
- Ernest Brown (1866 - 1938), Brits
- Michael E. Brown (1965 - ), Amerikaans
- Giordano Bruno (1548 - 1600), Italiaans
- Ismaël Bullialdus (1605 - 1694), Frans
- James Steven Bullock (1972 - ), Amerikaans
- Geoffrey Burbidge (1925 - 2010), Amerikaans-Brits
- Margaret Burbidge (1919 - 2020), Brits
- Robert Burnham (1931 - 1993), Amerikaans, auteur van Burnham's Celestial Handbook (3 volumes)
- Sherburne Wesley Burnham (1838 - 1921), Amerikaans, waarnemer van dubbelsterren
- Elijah Hinsdale Burritt (1794 - 1838), Amerikaans, bijgenaamd 'De Vergeten Astronoom' (zie Duitse Wikipedia bladzijde - Elijah Hinsdale Burritt). E.H.Burritt is veelvuldig vermeld in R.H.Allen's Star Names, their lore and meaning (Dover Publications), alsook een drietal keren in Burnham's Celestial Handbook (bladzijden 1031, 1057, 1910), met dank aan Christof Plicht en Arndt Latusseck (online ABC van astronomen vermeld in Burnham's Celestial Handbook)
- Schelte J. Bus (1956 - ), Amerikaans
- Robert Paul Butler (1960 - ), Amerikaans zoeker naar exoplaneten

## C
- Antonio Cagnoli (1743 - 1816), Italiaans
- Sethus Calvisius (1556 - 1615), Duits
- Jan Cami (1972 -), Belgisch
- William Wallace Campbell (1862 - 1938), Amerikaans
- Annie Jump Cannon (1863 - 1941), Amerikaans
- Robbert Robbertsz. le Canu (ca. 1563 - 1630), Nederlands
- Dany Cardoen, Belgisch
- Luigi Carnera (1875 - 1962), Italiaans
- Edwin Francis Carpenter (1898 - 1963), Amerikaans
- James Carpenter (1840 - 1899), Brits
- Richard Christopher Carrington (1826 - 1875), Brits
- Sir John Carroll (1899 - 1974), Brits
- César-François Cassini de Thury (1714 - 1784), Frans
- Dominique, comte de Cassini (1748 - 1845), Frans
- Giovanni Domenico Cassini (1625 - 1712), Frans
- Jacques Cassini (1677 - 1756), Frans
- Bonaventura Cavalieri (1598 - 1647), Italiaans
- Andreas Cellarius, (1595 - 1665), Nederlands
- Anders Celsius (1701 - 1744), Zweeds
- Vincenzo Cerulli, (1859 - 1927), Italiaans
- Jean Chacornac (1823 - 1873), Frans
- James Challis (1803 - 1882), Brits
- Subramanyan Chandrasekhar (1910 - 1995), Indiaas, Amerikaans
- Sydney Chapman (1888 - 1970), Brits
- Carl Charlier (1862 - 1934), Zweeds
- Auguste Charlois (1864 - 1910), Frans
- Ljoedmila Tsjernych (1935 - 2017), Russisch(?), Oekraïens
- Nikolaj Tsjernych (1931 - 2004), Russisch(?), Oekraïens
- Jean-Philippe de Chéseaux (1718 - 1751), Zwitsers
- A. Chèvremont (? - 1941), Frans, naar hem is een ster in de bolvormige sterrenhoop Messier 2 (Aquarius) vernoemd: Chèvremont's ster
- James Christy (1938 - ), Amerikaans
- William Christie (1845 - 1922), Brits
- Chu Y-H. (? - ?), ?, vermeld in Sky Catalogue 2000.0, bladzijde xlvi (Glossary of Selected Astronomical Names)(Chu's Objekt in Perseus, op 3h 56.8m / +51°26')
- Alvan Clark (1804 - 1887), Amerikaans
- Alvan Graham Clark (1832 - 1897), Amerikaans
- Christoph Clavius (1538 - 1612), Duits
- Agnes Mary Clerke (1842 – 1907), Iers
- Edwin Foster Coddington (1870 - 1950), Amerikaans
- Jérôme Eugène Coggia (1849 - 1919), Frans
- Attilio Colacevich (1906 - 1953), Italiaans
- Per Collinder (1890 - 1974), Zweeds, stelde een catalogus samen van open sterrenhopen en asterisms (de Collinder catalogus)
- Josep Comas Solá (1868 - 1937), Spaans
- Andrew Ainslie Common (1841 - 1903), Brits
- George Cary Comstock (1855 - 1934), Amerikaans
- Guy Consolmagno (1952 - ), Amerikaans
- E. J. Cooper (Ierland, 1798 - 1863)
- Ralph Copeland (1837 - 1905), Brits
- Nicolaus Copernicus (Polen, 1473 - 1543)
- Pablo Cottenot (Frankrijk)
- Heather Couper (1949 - 2020), Brits
- Paul Couteau (1923 - 2014), Frans
- Arthur Edwin Covington (1914 - 2001), Canadees
- Philip Herbert Cowell (1870 - 1949), Brits
- Thomas George Cowling (1906 - 1990), Brits
- Andrew Crommelin (1865 - 1939), Brits
- Louis Cruls (1848 - 1908), Belgisch
- Nicolaus Cruquius (1678 - 1754), Nederlands
- Maria Cunitz (1610 - 1664), Duits-Pools
- Heber Doust Curtis (1872 - 1942), Amerikaans
- Karel Cuypers (1902 - 1986), Belgisch, mede-oprichter van de Vereniging Voor Sterrenkunde (VVS)

## D
- Jacques Eugène d'Allonville (1671 - 1732), Frans
- Jan Albertsz van Dam (1670 - 1746), Nederlands
- André Louis Danjon (1890 - 1967), Frans
- George Howard Darwin (1845 - 1912), Brits
- Paul Davies (1946 - ), Brits
- William Rutter Dawes (1799 - 1868), Brits
- Bernard Dawson (Argentinië, 1890 - 1960)
- Henri Debehogne (1928 - 2007), Belgisch
- Philippe de La Hire (1640 - 1718), Frans
- Jean-Baptiste Joseph Delambre (1749 - 1822), Frans
- Charles-Eugène Delaunay (1816 - 1872), Frans
- Eugène Joseph Delporte (1882 - 1955), Belgisch
- Audrey Delsanti (1976 - ), Frans
- Ercole Dembowski (1812 - 1881), Italiaans
- William Frederick Denning (1848 - 1931), Brits
- Alíz Derekas (Hongarije, 1977 - )
- Henri-Alexandre Deslandres (1853 - 1948), Frans
- Alexander Nikolaevich Deutsch (1899 - 1986), Russisch
- Gérard Henri de Vaucouleurs (1918 - 1995), Frans
- Wilton Dias, waarnemer van open sterrenhopen en asterisms (telescopisch waarneembare "mini-sterrenbeeldjes")
- Robert Dicke (1916 - 1997), Amerikaans
- Terence Dickinson (1943 - ), Canadees, sterrenkundige en schrijver
- Elsa van Dien (1914 - 2007), Nederlands
- Thomas Digges (1546 - 1595), Engels
- Herbert Dingle (1890 - 1978), Amerikaans
- Ewine van Dishoeck (1955 - ), Nederlands
- Jeremiah Dixon (1733 - 1779), Brits
- August William Doberck (1852 - 1941), Deens
- John Lowry Dobson (1915 - 2014)
- Madona Vasiljevna Dolidze (1927 - 2015)[1], Georgisch (stelde een catalogus samen van open sterrenhopen: de Dolidze catalogus)
- Franjo Dominko, (Slovenië, 1903 - 1987)
- Jean Dommanget (1925 - 2014), Belgisch
- Giovanni Battista Donati, (1826 - 1873), Italiaans
- Anders Donner (1854 - 1938), Fins
- Eric Doolittle (1869 - 1920), Amerikaans
- Johan Gabriel Doppelmayr (1677 - 1750), Duits
- Frank Drake (1930 - 2022), Amerikaans
- Henry Draper (1837 - 1882), Amerikaans
- John Dreyer (Ierland, 1852 - 1926), samensteller van de New General Catalogue (NGC) en Index Catalogue (IC) van Deep-Sky objekten
- Alexander D. Dubyago (Rusland), 1903 - 1959)
- Dmitrij I. Dubyago (Rusland), 1850 - 1918)
- Jean C. B. Dufay (1896 - 1967), Frans
- Raymond Smith Dugan (1878 - 1940), Amerikaans
- Nils Christoffer Dunér (1839 - 1914), Zweeds
- Dungal van Bangor (omstr. 827), Iers
- James Dunlop (1793 - 1848), Schots/Australisch
- Petar Durkovic (1908 - 1981), Servisch
- Jan Duyvendak (1889 - 1954), Nederlands
- Frank Watson Dyson (1868 - 1939), Brits

## E
- Arthur Eddington (1882 - 1944), Engels
- John Allen Eddy (1931 - 2009), Amerikaans
- Frank K. Edmondson (1912 - 2008), Amerikaans
- Olin J. Eggen (1919 - 1998), Amerikaans
- Eise Eisinga (1744 - 1828), Nederlands
- Charles Elachi (1947 - ), Libanees
- Eric Walter Elst (1936 - 2022), Belgisch
- Johann Franz Encke (1791 - 1865), Duits
- Eratosthenes (Alexandrië, ca. 276 v.Chr. - ca. 194 v.Chr.)
- Emil Ernst (1889 - 1942), Duits
- Ernest Esclangon (1876 - 1954), Frans
- T. H. E. C. Espin (1858 - 1934), Brits
- Larry W. Esposito (1951 - ), Amerikaans
- Eudoxus van Cnidus (circa 408 v.Chr. - circa 347 v.Chr.)

## F
- Sandra M. Faber (1944 - ), Amerikaans
- David Fabricius (1564 - 1617), Nederlands
- Johannes Fabricius (1587 - 1615), Nederlands
- Edward Arthur Fath (1880 - 1959), Amerikaans onderzoeker van spiraalmelkwegstelsels, o.a. Fath 703 (NGC 5892) in Libra
- Hervé Faye (1814 - 1902), Frans
- Ibrahim al-Fazari (8e eeuw), Arabisch
- Mohammed al-Fazari (796/806 - ?), Arabisch
- Charles Fehrenbach (1914 - 2008), Frans
- Ahmad ibn Muhammad ibn Kathīr al-Farghānī (Perzisch, stierf na 861)
- James Ferguson (1797 - 1867), Amerikaans
- Edgardo Javier Figueroa (? - ?), Chileens, bekend van het Fourcade-Figueroa Objekt in Centaurus
- Erwin Finlay-Freundlich (1885 - 1964)
- Axel Firsoff (1910 - 1981), Brits
- J. Richard Fisher (1943 - ), Amerikaans
- Camille Flammarion (1842 - 1925), Frans
- Gabrielle Renaudot Flammarion (1867 - 1962), Frans
- John Flamsteed, (1646 - 1719), Engels
- Honoré Flaugergues (1755 - 1835), Frans
- Williamina Fleming (1857 - 1911), Amerikaans
- Wilhelm Julius Foerster (1832 - 1921), Duits
- Alexander Forbes (1871 - 1959), Zuid-Afrikaans
- Carlos Raul Fourcade (1927 - 1993), Argentijns, bekend van het Fourcade-Figueroa Objekt in Centaurus
- Alfred Fowler (1868 - 1940), Brits
- William Alfred Fowler (1911 - 1995), Amerikaans
- Philip Fox (1878 - 1944), Amerikaans
- Joseph von Fraunhofer (1787 - 1826), Duits
- Wendy Freedman (1957 - ), Canadees-Amerikaans
- Sue French (? - ), Amerikaans, medewerkster Sky & Telescope
- Aleksandr Friedmann (1888 - 1925), Russisch
- Herbert Friedman (1916 - 2000), Amerikaans
- Dirk D. Frimout, (1941 - ), Belgisch, ingenieur en cosmonaut
- Edwin Brant Frost (1866 - 1935), Amerikaans
- Akira Fujii (1941 - ), Japans astrofotograaf. Gebruikt een bepaalde techniek om de kleuren van de sterren beter tot hun recht te laten komen door de sterren zelf te voorzien van een wazige (niet storende) halo

## G
- Bryan Gaensler (1973 - ), Australisch
- Johann Gottfried Galle (1812 - 1910), Duits
- George Gamow (Russisch, Amerikaans, 1904 - 1968)
- Gan De (fl. 4e eeuw v.Chr.), Chinees
- Galileo Galilei (1564 - 1642), Italiaans
- Julio Garavito Armero (1868 - 1920), Colombia
- Carl Friedrich Gauss (1777-1855), Duits
- Gautama Siddha (fl. 8e eeuw n.Chr.), Chinees
- Margaret Geller (1947 - ), Amerikaans
- Geminus van Rhodos (1e eeuw v Chr.), Grieks
- Tom Gehrels (1925 - 2011), Nederlands, Amerikaans
- Cornelis A. Gehrels (1952 - 2017), zoon van Tom, Amerikaans
- Hendrik van Gent (1900 - 1947), Nederlands
- Andrea Ghez (1965 - ), Amerikaans
- Riccardo Giacconi (1931 - 2018), Italiaans
- Michel Giacobini (1873 - 1938), Frans
- Henry Lee Giclas (1910-2007), Amerikaans
- David Gill (1843 - 1914), Brits
- Owen Gingerich (1930 - 2023), Amerikaans
- Matvej Goesev (1826 - 1866), Russisch
- Thomas Gold (1920 - 2004), Amerikaans
- Leo Goldberg (1913 - 1987), Amerikaans
- Peter Goldreich (1939 - ), Amerikaans
- Hermann Mayer Salomon Goldschmidt (1802 - 1866), Duits
- Paul Goldsmith (1948 - ), Amerikaans
- François Gonnessiat (1856 - 1934), Frans
- John Goodricke (1764 - 1786), Brits
- Abu Sa'id Gorgani (9e eeuw), Perzisch
- Paul Götz (1883 - 1962), Duits
- Benjamin Apthorp Gould (1824 - 1896), Amerikaans
- Andrew Graham (1815 - 1907), Iers
- Charles Green (1735 - 1771), Engels
- Jerome Mayo Greenberg (1922 - 2001), Amerikaans
- Jesse Greenstein (1909 - 2002), Amerikaans
- David Gregory (1659 - 1708), Brits
- James Gregory (1638 - 1675), Brits
- Franz von Paula Gruithuisen (1774 - 1852), Duits
- Paul Guldin (1577 - 1643), Zwitsers
- Bengt Gustafsson, (1943 - ), Zweeds
- Guo Shoujing (1231 - 1316), Chinees
- Alan Harvey Guth (1947 - ), Amerikaans
- Cho Gyeong-chul (1929 - 2010), Zuid-Koreaans

## H
- Hans Haffner (1912 - 1977), Duits onderzoeker van open sterrenhopen, stelde een catalogus samen van 26 van hen (de Haffner-catalogus)
- Yusuke Hagihara (1897 - 1979), Japans
- George Ellery Hale (1868 - 1938), Amerikaans
- Asaph Hall (1829 - 1907), Amerikaans
- Tony & Daphne Hallas, zeer ervaren astrofotografen van o.a. de magazines Sky And Telescope en Astronomy
- Edmond Halley (1656 - 1742), Engels
- Peter Andreas Hansen (1795 - 1874)
- Christoph Hansteen (1784 - 1873), Noors
- Abulfazl Harawi (10e eeuw), Perzisch
- Karl Ludwig Harding (1765 - 1834), Duits
- Isaac Haringhuysen (1640 - 1692), Nederlands
- Thomas Hariot (1560 - 1621), Brits
- Guillermo Haro (1913 - 1988), Mexico
- Robert G. Harrington (1904 - 1987), Amerikaans
- Robert Sutton Harrington (1942 - 1993), Amerikaans
- Edward Robert Harrison (1917 - 2007), Brits/Amerikaans
- Dap Hartmann (1960 - ), Nederlands
- Johannes Franz Hartmann (1865 - 1936), Duits
- William Kenneth Hartmann (1939 - ), Amerikaans
- Nicolaas Hartsoeker (1656 - 1725), Nederlands
- Stephen Hawking (1942 - 2018), Brits
- Will Hay (1888 - 1949), Brits
- Chushiro Hayashi (1920 - 2010), Japans
- Ibn al-Haytham (965 - 1039), Perzië
- John Frederick Heard (1907 - 1976), Canadees
- Otto Hermann Leopold Heckmann (1901 - 1983), Duits
- Johannes van Heeck (1579 - 1630), Nederlands
- Joseph Helffrich (1890 - 1971), Duits
- Eleanor Helin (1932 - 2009), Amerikaans
- Maximilian Hell (1720 - 1792), Oostenrijks-Hongaars
- Karl Ludwig Hencke (1793 - 1866), Duits
- Thomas Henderson (1798 - 1844), Schots
- Karl Gordon Henize (1926 - 1993), Amerikaans astronoom en astronaut
- Paul Henry (1848 - 1905), Frans
- Prosper Henry (1849 - 1903), Frans
- George Howard Herbig (1920 - 2013), Amerikaans
- Robert Herman (1914 - 1997), Amerikaans
- Wim Hermsen (1947 - ), Nederlands
- Caroline Herschel (1750 - 1848), Brits
- John Herschel (1792 - 1871), Brits
- William Herschel (1738 - 1822), Brits
- Ejnar Hertzsprung (1873 - 1967), Deens
- Ed van den Heuvel (1940 - ), Nederlands
- Elisabeth Hevelius (1647 - 1693), Duits-Pools
- Johannes Hevelius (1611 - 1687), Duits-Pools
- Antony Hewish (1924 - 2021), Brits
- James Stanley Hey (1909 - 2000), Brits
- George William Hill (1838 - 1914), Amerikaans
- John Russell Hind (1823 - 1895), Brits, bekend van o.a. Hind's Crimson Star (R Leporis, een van de meest roodkleurige sterren)
- Hipparchus (circa 190 v.Chr. - 120 v.Chr.), Grieks
- Kiyotsugu Hirayama (1874 - 1943), Japans
- Shin Hirayama (1868 - 1945), Japans
- Gustave-Adolphe Hirn (1815 - 1890), Frans
- Abraham Bar Hiyya (1070 - 1136), Spaans
- Arthur Allen Hoag (1921 - 1999), Amerikaans, bekend van Hoag's Object (een vreemdsoortig melkwegstelsel in Serpens Caput)
- Paul W. Hodge (1934 - ), Amerikaans
- Giovanni Battista Hodierna (1597 - 1660), Italiaans. Stelde als een van de eersten een catalogus samen van nevelachtige objecten in de sterrenhemel
- Martin Hoek (1834 - 1873), Nederlands
- Cuno Hoffmeister (1892 - 1968), Duits
- Dorrit Hoffleit (1907 - 2007), Amerikaans
- Helen Sawyer Hogg (1905 - 1993), Canadees
- Johannes Phocylides Holwarda (1618 - 1651), Nederlands
- Minoru Honda (1917 - 1990), Japans
- Robert Hooke (1635 - 1703), Brits
- Jeremiah Horrocks (ca. 1619 - 1641), Brits
- Walter Scott "Scotty" Houston (1912 - 1993), Amerikaans, zeer ervaren waarnemer van deep-skyobjecten, medewerker van Sky & Telescope
- Cornelis Johannes van Houten (1920 - 2002), Nederlands
- Ingrid van Houten-Groeneveld (1921 - 2015), Nederlands
- Maarten van den Hove (1605 - 1639), Nederlands
- Fred Hoyle (1915 - 2001), Brits
- Edwin Powell Hubble (1889 - 1953), Amerikaans
- Margaret Huggins (1848 - 1915), Iers
- William Huggins (1824 - 1910), Brits
- Karel A. van der Hucht (1946 - ), Nederlands
- Russell Alan Hulse (1950 - ), Amerikaans
- Hendrik C. van de Hulst (1919 - 2000), Nederlands
- Milton Lasell Humason (1891 - 1972), Amerikaans
- Carolyn Hurless (1934 - 1987), Amerikaans waarneemster van variabele sterren (zeer ervaren lid AAVSO - American Association of Variable Star Observers)
- Masaaki Huruhata (1912 - 1988), Japans onderzoeker van variabele sterren
- Christiaan Huygens (1629 - 1695), Nederlands
- Constantijn Huygens jr. (1628 - 1697), Nederlands
- Josef Allen Hynek (1910 - 1986), Amerikaans

## I
- I Sin (683 - 727), Chinees
- Icko Iben, Jr. (1931 - ), Amerikaans
- Vincent Icke (1946 - ), Nederlands
- Kaoru Ikeya, (1943 - ), Japans
- Robert Thorburn Ayton Innes (1861 - 1933), Schots, Zuid-Afrikaans

## J
- Cyril V. Jackson (1903 - 1988), Zuid-Afrikaans
- William Stephen Jacob (1813 - 1862), Engels-Indisch
- Cees de Jager (1921 - 2021), Nederlands
- Avenir Aleksandrovitsj Jakovkin (1887 - 1974), Russisch
- Karl Guthe Jansky (1905 - 1950), Amerikaans
- Pierre Jules César Janssen (1824 - 1907), Frans
- Ivan Jarkovski (1844 - 1902), Russisch
- Al-Jazari (1136 - 1206), Arabisch
- James Jeans (1877 - 1946), Brits
- Harold Jeffreys (1891 - 1989), Brits
- Benjamin Jekhowsky (1881 - 1975), Russisch, Frans, Algerijns
- Louise Freeland Jenkins (1888 - 1970), Amerikaans
- Morris Ketchum Jessup (1900 - 1959), Amerikaans
- David Jewitt (1958 - ), Brits
- Jiao Bingzhen (1689 - 1726), Chinees
- Robert Jonckheere (1888 - 1974), Frans
- Alfred Harrison Joy (1882 - 1973), Amerikaans
- Willem Julius, (1860 - 1925), Nederlands

## K
- Frederik Kaiser (1808 - 1872), Nederlands
- Franz Kaiser (1891 - 1962), Duits
- Peter van de Kamp (1901 - 1995), Nederlands/Amerikaans
- Kankah (omstr. 770), Indiaas
- Lex Kaper (1966 - ), Nederlands
- Jacobus Cornelius Kapteyn (1851 - 1922), Nederlands
- Lyudmila Georgievna Karachkina (1948 - ), Oekraïens
- Nikolaj Kardasjev (1932 - 2019), Russisch
- Ghiyath al-Kashi (1380 - 1429), Perzisch
- James Edward Keeler (1857 - 1900), Amerikaans
- Father Lucian Kemble (1922 - 1999), Amerikaans, bekend van o.a. Kemble's Cascade Star Chain in Camelopardalis
- Muraoka Kenji, (1955 - ), Japans
- Johannes Kepler (1571 - 1630), Duits
- Pieter Keyser (1541 - 1596), Nederlands
- Omar Khayyám (1048 - 1131), Perzisch
- Al-Khujandi (10e eeuw), Perzisch
- Khwarizmi, (780 - 850), Perzisch
- Kidinnu (circa 400 - 310 v.Chr.), Babylonisch,
- Hisashi Kimura ( 1870 - 1943), Japans
- Gottfried Kirch (1639 - 1710), Duits
- Maria Margarethe Kirch (1670 - 1720), Duits
- Daniel Kirkwood (1814 - 1895), Amerikaans
- Arnold Richard Klemola (1931-2019), Amerikaans ontdekker van planetoïden en kometen
- Dorothea Klumpke (1861 - 1942), Amerikaans
- Ernst Friedrich Wilhelm Klinkerfues (1827 - 1884), Duits
- Michiel van der Klis (1953 - ), Nederlands
- Viktor Knorre (1840 - 1919), Russisch
- Takao Kobayashi (1961 - ), Japans
- Luboš Kohoutek (1935 - ), Tsjechisch, stelde samen met Lubos Perek de catalogus van planetaire nevels samen (de Perek-Kohoutek catalogus), verder zorgde de beruchte komeet Kohoutek voor heel wat deining in 1973
- Yuri B. Kolesnik (1942 - ), Russisch
- Nicholas Kollerstrom (1946 - ), Brits
- Zdenek Kopal (1914 - 1993), Tsjechisch, Brits, Amerikaans
- August Kopff (1882 - 1960), Duits
- Korado Korlevic (1958 - ), Kroatisch
- Savvas Michael Koushiappas (1972 - ), Cyprus
- Charles Kowal (1940 - 2011), Amerikaans
- Robert Kraft (1927 - 2015), Amerikaans
- Lawrence M. Krauss (1954 - ), Canadees, Amerikaans
- Egbert Adriaan Kreiken (1896 - 1964), Nederlands
- Lubor Kresák (1927 - 1994), Slowaaks
- Jevgeni Krinov (1906 - 1984), Russisch
- Matthias Kronberger, waarnemer van asterisms (telescopisch waarneembare "mini-sterrenbeeldjes")
- Wojciech Krzeminski (1933 - 2017), Pools, bekend van Krzeminski's ster in Centaurus
- Gerard Kuiper (1905 - 1973), Nederlands, Amerikaans
- Donald Wayne Kurtz (1948 - ), bekend van Kurtz's Light Variable (ster) in Octans
- Yoshio Kushida (1957 - ), Japans
- Yoshiyuki Kuwano (1931 - 1998), Japans, bekend van o.a. Kuwano's objekt (PU Vulpeculae)

## L
- Kushyar ibn Labban (971 - 1029), Perzisch
- Nicolas Louis de Lacaille (1713 - 1762), Frans
- Claes-Ingvar Lagerkvist (1944 - ), Zweeds
- Joseph-Louis Lagrange (1736 - 1813), Italiaans
- Jérôme Lalande (1732 - 1807), Frans
- Johann Heinrich Lambert (Frankrijk, Duitsland, 1728 - 1777)
- Johann von Lamont (1805-1879), Schots-Duits
- Samuel Pierpont Langley (1834 - 1906), Amerikaans
- Michael van Langren (1598 - 1675), Nederlands
- Philippus Lansbergen (Spaanse Nederlanden, huidige België/Nederland), 1561 - 1632)
- Pierre Simon Laplace (1749 - 1827), Frans
- William Lassell (1799 - 1880), Brits
- Francis Preserved Leavenworth (1858 - 1928), Amerikaans
- Henrietta Swan Leavitt (1868 - 1921), Amerikaans
- Typhoon Lee (1948 - ), Amerikaans, Taiwanees
- Guillaume Le Gentil (1725 - 1792), Frans
- Georges Lemaître (1894 - 1966), Belgisch
- Pierre Lemonnier (1715 - 1799), Frans
- Harald Lesch (1960 - ), Duits
- Armin Leuschner (1868 - 1953), Duits
- Urbain Le Verrier (1811 - 1877), Frans
- Walter Lewin (1936 - ) Nederlands-Amerikaans
- William Liller (1927 - 2021), Amerikaans, bekend van o.a. Liller's ster in Centaurus (nabij Cen X-3)
- Bertil Lindblad (1895 - 1965), Zweeds
- David Levy (1948 - ), Canadees
- Li Fan (fl. 1e eeuw), Chinees
- Andrei Linde (1948 - ), Russisch/Amerikaans
- Chris Lintott (1980 - ), Brits
- Joseph Johann Littrow (1781 - 1840), Oostenrijks
- Karl L. Littrow (1811 - 1877), Oostenrijks
- Liu Xin (46 v. Chr – 23 na Chr), Chinees
- Joseph Lockyer (1836 - 1920), Brits
- Maurice Loewy (1833 - 1907) Oostenrijks/Frans
- Wilhelm Oswald Lohse (1845 - 1915), Duits
- Michail Lomonosov (1711 - 1765), Russisch
- Christian Sørensen Longomontanus (1562 - 1647), Deens
- George Lovi (1939 - 1993), Hongaars-Amerikaans (co-auteur Uranometria 2000.0).
- Frank James Low (1933 - 2009), Amerikaans
- Percival Lowell (1855 - 1916), Amerikaans
- John William Lubbock (1803 - 1865), Brits
- Andreas van Luchtenburg (1643 -1709), Nederlander
- Knut Lundmark (1889 - 1958), Zweeds
- Robert Luther (1822 - 1900), Duits
- Jane Luu (1965 - ), Zuid-Vietnamees, Amerikaans
- Willem Luyten (1899 - 1994), Nederlands-Indisch, Nederlands/Amerikaans
- Donald Lynden-Bell (1935 - 2018), Brits
- Bernard Lyot (1897 - 1952), Frans

## M
- Ma Yize (910 - 1005), Chinees
- Adriaan van Maanen (1884 - 1946), Nederlands/Amerikaans astronoom, van Maanen's ster (Wolf 28 in Pisces) is genoemd naar hem
- Samau'al al-Maghribi (1130 - 1180), Marokkaans
- George Parker, 2nd Earl of Macclesfield (c. 1697 - 1764), Brits
- John Machin (1686 - 1751), Brits
- Johann Heinrich von Mädler (1794 - 1874), Duits
- Hugh C. Maddocks, Amerikaans, auteur van Deep-Sky Name Index 2000.0 (Foxon-Maddocks Associates)
- Giovanni Antonio Magini (1555 - 1617), Italiaans
- Amy Mainzer (1974), Amerikaans
- David Frederick Malin (1941 - ), Brits/Australisch astro-fotograaf
- Geoff Marcy (Brits, (1954 - ), Amerikaans
- Simon Marius (1573 - 1624), Duits
- Benjamin Markarian (1913 - 1985), Armeens
- Georg Markgraf (1610 - 1644), Duits
- Brian Marsden (1937 - 2010), Brits/Amerikaans
- Albert Marth (1828 - 1897), Duits
- Mashallah ibn Athari (740 - 815), Perzisch
- Nevil Maskelyne (1732 - 1811), Brits
- Charles Mason (1730 - 1787), Brits, Amerikaans
- Janet Akyüz Mattei (1943 - 2004), Turks-Amerikaans
- Mildred Matthews (1915 - 2016), Amerikaans
- Edward Maunder (1851 - 1928), Brits
- Pierre Louis de Maupertuis (1698 - 1759), Frans natuurkundige en geodeet, bepaalde dat de vorm van de Aarde een afgeplatte sferoïde is.
- Francesco Maurolico (1494-1575), Italiaans
- Alain Maury (1958 - ), Frans
- Brian Harold May (1947 - ), Brits astronoom en musicus
- Cornell Mayer (1922 - 2005), Amerikaans
- Tobias Mayer (1723 - 1762), Duits
- Michel Mayor (1942 - ), Zwitsers
- Christopher McKee (1942 - ), Amerikaans
- Robert S. McMillan, Amerikaans
- William H. McCrea (1904 - 1999), Brits
- Bruce A. McIntosh (1929 - 2015), Canadees
- Pierre Méchain (1744 - 1804), Frans
- Thebe Medupe (1973 - ), Zuid-Afrikaans
- Karen Jean Meech (1959 - ), Amerikaans
- Jean Meeus (1928 - ), Belgisch
- Aden Baker Meinel (1922 - 2011), Amerikaans
- Fulvio Melia (1956 - ), Amerikaans
- Philibert Jacques Melotte (1880 - 1961), Brits, samensteller van een catalogus van open sterrenhopen (de Melotte catalogus)
- Paul Willard Merrill (1887 - 1961), Amerikaans
- Charles Messier (1730 - 1817), Frans kometenzoeker, samensteller van de meest bekende catalogus van deep-sky objekten (de legendarische "M"-lijst)
- Joel Hastings Metcalf (1866 - 1925), Amerikaans
- Adriaan Metius (1571 - 1635), Nederlands
- Meton (Griekenland, 5e eeuw v.Chr.)
- Andreas Gerasimos Michalitsianos (1947 - 1997), Amerikaans
- John Michell (1724 - 1793), Brits
- Elia Millosevich (1848 - 1919), Italiaans
- Dan Milisavljevic (1980 - ), Canadees)
- Edward Arthur Milne (1896 - 1950), Brits
- Marcel Minnaert (1893 - 1970), Belgisch/ Nederlands, auteur van De Natuurkunde van 't Vrije Veld (3 volumes), onderzoeker van het zonnespectrum
- Rudolph Minkowski (1895 - 1976), Duits
- Maria Mitchell (1818 - 1889), Amerikaans
- August Ferdinand Möbius (1790 - 1868), Duits
- Johan Maurits Mohr (1716 - 1775), Nederlands-Indisch
- Giuseppe Moleti (1531-1588), republiek Venetië
- Samuel Molyneux (1689 - 1728), Brits astronoom en politicus
- Geminiano Montanari (1633 - 1687), Italiaans
- Symon van de Moolen (1668 - 1751), Nederlands
- Sir Patrick Moore (1923 - 2012), Brits, bekend van het legendarische tv-programma The Sky At Night (BBC), en van talloze boeken omtrent het thema astronomie.
- Charlotte Moore Sitterly (1898 - 1990), Amerikaans
- Louis Théophile Moreux (l'abbé Moreux) (1867 - 1954), Frans popularisator van de astronomie en wetenschap in het algemeen
- William Morgan (1906 - 1994), Amerikaans
- William Wilson Morgan (1906 - 1994), Amerikaans
- Amédée Mouchez (1821 - 1892), Frans
- Antonín Mrkos (1918 - 1996), Tsjechisch
- Frank Muller (1862 - 1917), Amerikaans
- Jean Mueller (1950 - ), Amerikaans
- Johannes Müller (1436 - 1476), Duits
- bin Musa, Ahmad, (805 - 873), Perzisch
- bin Musa, Hasan, (810 - 873), Perzisch
- bin Musa, Muhammad, (800 - 873), Perzisch
- Pieter van Musschenbroeck (1692 - 1761), Nederlands
- Nils Mustelin (1931 - 2004), Fins

## N
- Nabu-rimanni (Babylonië, circa 560 - 480 v.Chr.)
- Ahmad Nahavandi (7e-8e eeuw), Perzisch
- Syuichi Nakano (1947 - ), Japans
- Naubakht (? - 776), Perzisch
- Al-fadl ibn Naubakht (8e eeuw), Perzisch
- Gerhart "Gerry" Neugebauer (1932 - 2014), Duits, Amerikaans, bekend van het Becklin-Neugebauer objekt in Orion
- Otto Neugebauer (1899 - 1990), Duits, Amerikaans
- Grigoriy Nikolaevich Neujmin (1886 - 1946), Russisch
- Simon Newcomb (1835 - 1909), Amerikaans
- Isaac Newton (1643 - 1727), Brits
- Seth Barnes Nicholson (1891 - 1963), Amerikaans
- Albertus Antonie Nijland (1868 - 1936), Nederlands
- Dirck Rembrantsz van Nierop (1610 - 1682), Nederlands
- Pieter Rembrantsz van Nierop (1658 - 1708), Nederlands
- Peter Nilson (1937 - 1998), Zweeds
- Houei Nojiri (1885 - 1977), Japans, astronoom en essayist
- Nur ad-Din al-Bitruji (? - 1204), Spaans

## O
- Oenopides van Chios (omstr. 450 v. Chr.), Grieks
- Tarmo Oja (1934 - ), Zweeds
- Heinrich Wilhelm Olbers (1758 - 1840), Duits
- Gerard O'Neill (1927 - 1992), Amerikaans
- Jan Hendrik Oort (1900 - 1992), Nederlands
- Pieter Oosterhoff (1904 - 1978), Nederlands
- Friedrich Wilhelm Opelt (1794 - 1863), Duits
- Ernst Öpik (1893 - 1985), Ests, Iers
- Donald Edward Osterbrock (1924 - 2007), Amerikaans
- Liisi Oterma (1915 - 2001), Fins
- Jean Abraham Chrétien Oudemans (1827 - 1906), Nederlands

## P
- Bohdan Paczynski, (1940 - 2007), Pools
- Ludmila Pajdušáková (1916 - 1979), Slowaaks
- Johann Palisa, (1848 - 1925), Oostenrijks
- Johann Palitzsch, (1723 - 1788), Duits
- Anton Pannekoek (1873 - 1960), Nederlands
- Jan van Paradijs (Nederland, 1946 - 1999)
- Eugene Parker (1927 - 2022), Amerikaans
- George Parker, 2nd Earl of Macclesfield (ca. 1697 - 1764) , Brits
- William Parsons, 3rd Earl of Rosse, Lord Rosse (1800 - 1867), Iers
- Dana Patchick, waarnemer van asterisms (telescopisch waarneembare "mini-sterrenbeeldjes")
- André Patry (1902 - 1960), Frans
- Thierry Pauwels (1957 - ), Belgisch
- Cecilia Payne-Gaposchkin (1900 - 1979), Brits, Amerikaans
- John Pazmino (1946 - ), Amerikaans, bekend van Pazmino's Cluster (asterism) in Camelopardalis
- Joseph Algernon Pearce (1893 - 1988), Canadees astrofysicus
- Karl Fredrik Pechule (1843 - 1914), Deens
- James Peebles (1935 - ), Canadees, Amerikaans
- Gerrit Pels (1893 - 1966), Nederlands
- Leslie Copus Peltier (1900 - 1980), Amerikaans
- Roger Penrose (1931 - ), Brits
- Arno Penzias (1933 - 2024), Duits
- Luboš Perek (1919 - 2020), Tsjechisch, stelde samen met Lubos Kohoutek de catalogus van planetaire nevels samen (de Perek-Kohoutek catalogus)
- Charles Dillon Perrine (1867 - 1951), Amerikaans, Argentijns
- Henri Joseph Anastase Perrotin (1845 - 1904), Frans
- Christian Heinrich Friedrich Peters (1813 - 1890), Duits, Amerikaans
- George Henry Peters (1863 - 1947), Amerikaans
- Giuseppe Piazzi (1746 - 1826), Italiaans
- Edward Charles Pickering (1846 - 1919), Amerikaans
- William Henry Pickering (1858 - 1938), Amerikaans
- Fulbert Picot, Frans waarnemer van asterisms (telescopisch waarneembare "mini-sterrenbeeldjes") zoals Picot 1 ("Napoleon's hoed" nabij Arcturus in Bootes)
- Paris Pismis (1911-1999), Armeens-Mexicaans samenstelster van de Pismis catalogus (22 open sterrenhopen en 2 bolvormige sterrenhopen)
- Maynard Pittendreigh (1954 - ), Amerikaans
- Philip Plait (1964 - ), Amerikaans
- Giovanni Antonio Amedeo Plana (1781 - 1864), Italiaans
- Petrus Plancius (1552 - 1622), Vlaams
- John Stanley Plaskett (1865 - 1941), Canadees
- Imants Platais (1952 - ), bekend van de open sterrenhoop NGC 6791 in Lyra (die de bijnaam "Platais' Oddball" kreeg)
- Norman Robert Pogson (1829 - 1891), Brits
- Henri Poincaré (1854 - 1912), Frans
- Siméon Poisson (1781 - 1840), Frans
- Christian Pollas (1947 -), Frans
- John Pond (1767 - 1836), Engels
- Jean-Louis Pons (1761 - 1831), Frans
- Daniel M. Popper (1913 - 1999), Amerikaans, bekend van Popper's ster (HD 124448) in Centaurus
- Carolyn Porco (1953 - ), Amerikaans
- Vladimír Porubcan (1940 - ), Slowaaks
- Charles Pritchard (1808 - 1893), Brits
- Richard Proctor (1837 - 1888), Engels
- Antoni "Bill" Przybylski (1913 - 1984), Pools-Australisch, bekend van Przybylski's ster in Centaurus
- Claudius Ptolemaeus (87 - 150), Alexandrië
- Pierre Puiseux (1855 - 1928), Frans
- Georg Purbach (1423 - 1461), Duits
- Pythagoras van Samos, (ca. 580 v.Chr. - 500 v.Chr.), Grieks

## Q
- Ferdinand Jules Quénisset (1872 - 1951), Frans
- Lambert Adolphe Jacques Quételet (1796 - 1874), Belgisch
- Thabit ibn Qurra (826 - 901), Mesopotamië

## R
- Radhagobinda Chandra (1878 - 1975), Bangladesh/India
- David Lincoln Rabinowitz (1960 - ), Amerikaans
- Jean Jacques Raimond Jr. (1903 - 1961), Nederlands
- Samuel Ramsden Brits
- Pavla Ranzinger (1933 - ), Sloveens
- Barry Neil Rappaport (1960 - 1996), co-auteur Uranometria 2000.0 en The Deep-Sky Field Guide To Uranometria 2000.0
- Grote Reber (1911 - 2002), Amerikaans
- Martin Rees (1942 - ), Brits
- Hubert Reeves (1932 - ), Canadees astrofysicus, regelmatig te zien op de Franse televisie
- Regiomontanus (Johannes Müller) (1436 - 1476), Duits
- Erasmus Reinhold (1511 - 1553), Duits
- Karl Wilhelm Reinmuth (1892 - 1979), Duits
- Giovanni Battista Riccioli (1598 - 1671), Italiaans
- Jean Richer (1630 - 1696), Frans
- Fernand Rigaux (1905 - 1962), Belgisch
- David Rittenhouse (1732 - 1796), Amerikaans
- Pieter van Rhijn (1886 - 1960), Nederlands
- Isaac Roberts (1829 - 1904), Brits
- Édouard Roche (1820 - 1883), Frans
- Edward Drake Roe (1859 - 1929), Amerikaans
- Hans Roefs, Nederlands
- Arjen Roelofs (1754 - 1824), Nederlands
- Elizabeth Roemer (1929 - 2016), Amerikaans
- Jim Rolff (1983 - ), Amerikaans
- Ole Christensen Rømer (1644 - 1710), Deens
- Otto A. Rosenberger (1800 - 1890), Duits
- Leonida Rosino (1915 - 1997), Italiaans, bekend van o.a. het Rosino-Zwicky objekt nabij Messier 88 in Coma Berenices
- Curt Roslund (1930 - 2013), Zweeds (stelde een catalogus samen van open sterrenhopen: de Roslund catalogus)
- Bruno Rossi (1905 - 1993), Italiaans
- Richard Alfred Rossiter (1886 - 1977), Amerikaans
- Rev. Ronald Royer, Amerikaans popularisator van astronomie, AAVSO lid (American Association of Variable Star Observers)
- Vera Rubin (1928 - 2016), Amerikaans
- Adolf Stephanus Rueb (1806-1854), Nederlands lector en
- Georg Friedrich Wilhelm Rümker (1832 - 1900), Duits
- Jaroslav Ruprecht, Czechoslovaaks, stelde een catalogus samen van open sterrenhopen (de Ruprecht catalogus)
- Henry Norris Russell (1877 - 1957), Amerikaans
- Martin Ryle (1918 - 1984), Brits

## S
- Sir Edward Sabine (1788 - 1883), Iers
- Johannes de Sacrobosco (1195 - 1236), Brits
- Carl Sagan (1934 - 1996), Amerikaans
- Jaakko Saloranta (fl. ~2010 - heden), waarnemer van asterisms (telescopisch waarneembare "mini-sterrenbeeldjes")
- Edwin Ernest Salpeter (1924 - 2008), Oostenrijks, Australisch, Amerikaans
- Allan Rex Sandage (1926 - 2010), Amerikaans
- Hendricus Gerardus van de Sande Bakhuyzen (1838 - 1923), Nederlands
- Nicholas Sanduleak (1933 - 1990), Roemeens-Amerikaans, bekend van de ster Sanduleak-Stephenson 433 in Aquila (SS 433)
- Wallace Leslie William Sargent (1935 - 2012), Brits, Amerikaans, getrouwd met Anneila Sargent
- Anneila Sargent (1942 - ), Brits, Amerikaans, getrouwd met Wallace Leslie William Sargent
- John Martin Schaeberle (1853 - 1924), Duits-Amerikaans, bekend van o.a. Schaeberle's Flaming Star Nebula (IC 405) in Auriga
- Alexandre Schaumasse (1882 - 1958), Frans
- Christoph Scheiner (1573 of 1575 - 1650)
- Julius Scheiner (1858 - 1913), Duits
- Giovanni Virginio Schiaparelli (1835 - 1910), Italiaans
- Wilhelm Schickard (1592 - 1635), Duits
- H. C. F. C. Schjellerup (1827 - 1887), Deens, stelde een catalogus samen van roodkleurige sterren (koele koolstofsterren)
- Frank Schlesinger (1871 - 1943), Amerikaans
- Bernhard Schmidt (1879 - 1935), Ests, Zweeds, Duits
- Johann Friedrich Julius Schmidt (1825 - 1884), Duits
- Maarten Schmidt (1929 - 2022), Nederlands
- Otto Schmidt (1891 - 1956), Russisch
- Johann Hieronymus Schröter (1745 - 1816), Duits
- Lipót Schulhof (1847 - 1921), Hongaars
- Herman Schultz (1823 - 1890), Zweeds
- Heinrich Christian Schumacher (1780 - 1850), Duits
- Hans-Emil Schuster (1934 - 2024), Duits
- Samuel Heinrich Schwabe (1789 - 1875), Duits
- Karl Schwarzschild (1873 - 1916), Duits
- Martin Schwarzschild (1912 - 1997), Duits, Amerikaans
- Friedrich Karl Arnold Schwassmann (1870 - 1964), Duits
- Ruby Payne Scott (1912 - 1981), Australisch
- James Vernon Scotti (1960 - ), Amerikaans
- Charles E. Scovil (fl. 20e eeuw), AAVSO (American Association of Variable Star Observers)
- Frederick Hanley Seares (1873 - 1964), Amerikaans
- George Mary Searle (1839 - 1918), Amerikaans
- Angelo Secchi (1818 - 1878), Italiaans
- T. J. J. See (1866 - 1962), Amerikaans (berucht dankzij zijn bewering dat Sirius ooit een rode ster was).
- Carlos Segers (1900 - 1967), Argentijns
- Waltraut Seitter (1930 - 2007), Duits
- Tsutomu Seki (1930 - ), Japans
- Seleucus van Seleucia (omstr. 150 v. Chr.), Grieks
- Carl Keenan Seyfert (1911 - 1960)
- Grigory Abramovich Shajn (1892 - 1956), Russisch
- Pelageya Fedorovna Shajn (1894 - 1956), Russisch
- Harlow Shapley (1885 - 1972), Amerikaans
- Richard Sheepshanks (1794 - 1855), Brits
- Shi Shen (Chinees, fl. 4e eeuw v.Chr.), Chinees
- Scott S. Sheppard (1976 - ) Amerikaans
- Qutb eddin Shirazi (1236 - 1311), Perzisch
- Iosif Samuilovitsj Sjklovski (1916 - 1985), Russisch
- Eugene Merle Shoemaker (1928 - 1997), Amerikaans
- Carolyn Jean Spellmann Shoemaker (1929 - 2021), Amerikaans
- Ibn al-Shatir (1304 - 1375), Arabisch
- Al-Sijzi (945 - 1020), Perzisch
- Ibrahim ibn Sinan (908 - 946), Arabisch
- Willem de Sitter (1872 - 1934), Nederlands
- Charlotte Moore Sitterly (1898 - 1990), Amerikaans
- Brian A. Skiff (fl. 20e eeuw), Amerikaans
- John Francis Skjellerup (1875 - 1952), Australisch, Zuid-Afrikaans
- Charles D. Slaughter (fl. 20e eeuw), Amerikaans
- Vesto Melvin Slipher (1875 - 1969), Amerikaans
- Tamara Mikhaylovna Smirnova (1935 - 2001), Russisch
- Pieter Maasz Smit (1650 -1715), Nederlands
- Harlan Smith (1924 - 1991), Amerikaans
- Lee Smolin (1955 - ), Amerikaans
- George Smoot (1945 - ), Amerikaans
- William Henry Smyth (1788 - 1865), Brits
- Willebrord Snel van Royen (Snellius) (1580 - 1626), Nederlands
- Nina A. Solovaya (1940 - ), Russisch
- Mary Fairfax Somerville (1780 - 1872), Brits
- Sir James South (1785 - 1867), Brits
- Sir Harold Spencer Jones (1890 - 1960), Brits
- Lyman Spitzer (1914 - 1997), Amerikaans
- Friederich Wilhelm Gustav Spörer (1822 - 1895), Duits
- Anton Staus (1872 - 1955), Duits
- Joel Stebbins, (1878 - 1966), Amerikaans
- Johan Stein, (1871 - 1951), Nederlands
- Karl August von Steinheil, (1801 - 1870), Duits
- Édouard Jean-Marie Stephan, (1837 - 1923), Frans
- Charles Bruce Stephenson (1929 - 2001), Amerikaans, bekend van de ster Sanduleak-Stephenson 433 in Aquila (SS 433)
- David J. Stevenson, (1948 - ), Nieuw-Zeelands
- Jurgen Stock (1923 - 2004), stelde een catalogus samen van open sterrenhopen (de Stock catalogus), zie o.a. Stock 23 (Pazmino's Cluster in Camelopardalis)
- Edward James Stone, (1831 - 1897)
- Ormond Stone (1847 - 1933), Amerikaans
- F.J.M. Stratton (1881 - 1960), Brits
- Bengt Georg Daniel Strömgren, (1908 - 1987), Deens
- Friedrich Georg Wilhelm (von) Struve (1793 - 1864), Duits, Russisch
- Karl Hermann Struve (1854 - 1920), Russisch, Duits
- Gustav Wilhelm Ludwig Struve (1858 - 1920), Russisch
- Otto Struve (1897 - 1963), Russisch, Amerikaans
- Otto Wilhelm (von) Struve (1819 - 1905), Russisch
- Su Song (1020 - 1101), Chinees
- Abd-al-Rahman Al Sufi (903 – 986), Perzisch,
- Rashid Alievich Sunyaev (Oezbekistan Russisch Duits, 1943 - )
- Edward D. Swift (1871 - 1935), Amerikaans
- Lewis A. Swift (1820 - 1913), Amerikaans
- Pol Swings (1906 - 1983), Belgisch
- Frédéric Sy (1861 - 19??), Frans

## T
- Atsushi Takahashi (1965 - ), Japans
- Gonzalo Tancredi (1963 - ), Uruguay
- Yaqub ibn Tariq (? - 796), Perzisch
- Jill Tarter (1944 - ), Amerikaans
- Joseph Hooton Taylor Jr. (1941 - ), Amerikaans
- Ernst Wilhelm Leberecht Tempel, (1821 - 1889), Duits
- Richard Terrile (1951 - ), Amerikaans
- Philipp Teutsch, waarnemer van asterisms (telescopisch waarneembare "mini-sterrenbeeldjes")
- Thabit ibn Qurra (826 - 901), Arabisch
- Thorvald Nicolai Thiele (1838 - 1910), Deens
- Antoine Thomas (1644 - 1709), Belgisch
- Norman G. Thomas (1930 - 2020), Amerikaans
- John Thome (Amerikaans, Argentijns, 1843 - 1908)
- Kip Stephen Thorne (1940 - ), Amerikaans
- Plato Tiburtinus (12e eeuw), Italiaans
- Friedrich Tietjen (1834 - 1895), Duits
- Beatrice Muriel Hill Tinsley (1941 - 1981), Amerikaans
- Wil Tirion (1943 - ), Nederlands uranograaf, auteur van o.a. Sky-Atlas 2000.0 en Uranometria 2000.0
- François Félix Tisserand (1845 - 1896), Frans
- Johann Daniel Titius (1729 - 1796), Duits
- Chriet Titulaer (1943 - 2017), Nederlands
- Clyde Tombaugh (1906 - 1997), Amerikaans
- Paolo dal Pozzo Toscanelli (1397 - 1482), Italiaans
- Richard Tousey (1908 - 1997), Amerikaans
- Virginia Trimble (1943 - ), Amerikaans
- Chad Trujillo (1973 - ), Amerikaans
- Robert Julius Trumpler (1886 - 1956), Amerikaans
- R. Brent Tully (1943 - ), Amerikaans
- Herbert Hall Turner (1861 - 1930), Engels
- Nasir al-Din Tusi (1201 - 1274), Perzisch
- Horace Parnell Tuttle (1839 - 1923), Amerikaans
- Neil deGrasse Tyson (1958 - ), Amerikaans

## U
- Ulug Bey (1394 - 1449), Perzisch
- Stéphane Udry (1961 - ), Zwitsers
- Anne Barbara Underhill (1920 - 2003), Canadees
- Albrecht Unsöld (1905 - 1995), Duits
- Arthur R. Upgren (1933 - 2017), Amerikaans onderzoeker van open sterrenhopen (zie het asterism Upgren 1 in Canes Venatici)
- Mu’ayyad al-Din al-’Urdi (? - 1266), Perzisch, werkte in het observatorium van Maragha
- Jacob Maurits Carel van Utenhove van Heemstede (1773 - 1863), Nederlands

## V
- Yrjö Väisälä (1891 - 1971), Fins
- Edwin Valentijn (1952 - ), Nederlands
- Benjamin Valz (1787 - 1867), Frans
- Zdenka Vávrová (1945 - ), Tsjechisch
- Hans Vehrenberg (1910 - 1991), Duits astrofotograaf, auteur van o.a. Atlas Of Deep-Sky Splendors
- Philippe Véron (1939 - ), Frans
- Marinus Vertregt (1897 - 1973), Nederlands
- Frank Washington Very (1852 - 1927), Amerikaans
- Yvon Villarceau (1813 - 1883), Frans
- Samuel Vince (1749 - 1821), Brits
- Julie Vinter Hansen (1890 - 1960), Deens
- Hermann Carl Vogel (1841 - 1907), Duits
- Claes Jansz Vooght (1638 - 1696), Nederlands
- Joan Voûte (1897 - 1963), Nederlands
- Alexander N. Vyssotsky (1888 - 1973), Russisch Amerikaans
- Emma Vyssotsky (1894 - 1975), Amerikaans

## W
- Arno Arthur Wachmann (1902 - 1990), Duits
- Abul Wafa (940 – 997-8), Perzisch
- Nolan R. Walborn (1944 - 2018), Amerikaans, bekend van Walborn's ster in the Grote Magelhaense Wolk (Dorado)
- Walcher of Malvern ( - 1135), Engels,
- George Wallerstein (1930 - 2021), Amerikaans
- Richard van Wallingford (1292 - 1336), Brits
- Qingde Wang Amerikaans, Chinees
- James Craig Watson (1838 - 1880), Amerikaans
- Chester Burleigh Watts (1889 - 1971), Amerikaans
- Thomas William Webb (1807 - 1885), Brits, auteur van Celestial Objects for Common Telescopes (Volume 1: The Solar System, Volume 2: The Stars)
- Risa H. Wechsler (1975 - ), Amerikaans
- Alfred Lothar Wegener (1880 - 1930), Duits, astronoom, geoloog, meteoroloog
- Karl von Weizsäcker (1912 - 2007), Duits
- Godfried Wendelen (1580 - 1667), Vlaams
- Adriaan Wesselink (1909-1995), Nederlands astronoom
- Richard M. West (1942 - ), Deens
- J. G. Westphal (1824 - 1859), Duits
- Johann Heinrich Westphal (1794 - 1831), Duits, Italiaans
- George Wetherill (1925 - 2006)
- John Archibald Wheeler (1911 - 2008), Amerikaans
- Fred Lawrence Whipple (1906 - 2004), Amerikaans
- Albert Whitford (1905 - 2002), Amerikaans
- Chandra Wickramasinghe (1939 - \2), Brits
- Thomas Widemann (1961 - ), Frans
- Paul Wild (1921 - 2014), Zwitsers
- David Todd Wilkinson (1935 - 2002), Amerikaans
- Olin C. Wilson (1909 - 1994), Amerikaans
- Robert Wilson (1936 - ), Amerikaans
- Joseph Winlock (1826 - 1875), Amerikaans
- John Winthrop (1714 - 1779), Amerikaans
- Friedrich August Theodor Winnecke (1835 - 1897), Duits, onderzocht het objekt dat door Charles Messier het nummer 40 kreeg in diens catalogus van nevelachtige objekten, doch, in Winnecke's dubbelsterren-catalogus werd het nummer 4. Uit recent onderzoek blijkt dat Winnecke 4 echter een schijnbare dubbelster is
- Carl Wirtanen (1910 - 1990), Amerikaans
- Jack Wisdom (1953 - ), Amerikaans
- Gustav Witt (1866 - 1946), Duits
- Maximilian "Max" Wolf (1863 - 1932), Duits
- Aleksander Wolszczan (1946 - ), Pools
- Jan Woltjer (1891 - 1946), Nederlands
- Harry Edwin Wood (1881-1946), Brits - Zuid-Afrikaans
- Richard van der Riet Woolley (1906 - 1986), Brits
- James D. Wray, auteur van The Color Atlas of Galaxies
- Thomas Wright (1711 - 1786), Brits

## Y
- Issei Yamamoto (1889 - 1959), Japan
- Yi Xing (683 - 727)
- Anne Sewell Young (1871-1961), Amerikaans
- Charles Augustus Young (1834 - 1908), Amerikaans
- James Whitney Young (1941 - ), Amerikaans
- Ibn Yunus (? - 1009), Egyptisch

## Z
- Franz Xaver von Zach (1753 - 1832), Duits
- Pedro Elias Zadunaisky (1917 - 2009), Argentijns
- Herman Zanstra (1894 - 1972), Nederlands
- Tim de Zeeuw (1956), Nederlands
- Jakov Borisovitsj Zeldovitsj (1914 - 1987), Russisch
- Andrew Ronald Zentner (1976), Amerikaans
- Zhang Daqing (1969), Chinees
- Zhang Heng (78 - 139), Chinees
- Zhang Yuzhe (1902 - 1986), Chinees
- Lyudmila Vasil'evna Zhuravleva (1946), Russisch en Oekraïens
- Louis Zimmer (1888 - 1970), Belgisch
- Johann Karl Friedrich Zöllner (1834 - 1882), Duits
- Zu Chongzhi, (425 - 500), Chinees
- Niccolò Zucchi (1586 - 1670), Italiaans
- Giovanni Battista Zupi (1590 - 1650), Italiaans
- Fritz Zwicky (1898 - 1974), Zwitsers, Amerikaans
- Henri Arnaut de Zwolle (ca. 1400 - 1466), Nederlands
- Anna Żytkow (1947), Pools sterrenkundige